# Дикили Таш
Дикили Таш (на гръцки: Ντικιλί Τας) е праисторическо селище край кавалското градче Кринидес, Гърция. Селището е съществувало през новокаменната (6500 – 4000 г. пр. н. е.) и бронзовата епоха (3000 – 1100 г. пр. н. е.), но има останки и от елинистическо и римско време, а на върха на селищната могила има византийска кула.

## Местоположение
Селището се намира в югоизточната част на Драмското поле, северно от град Кавала, в югозападното подножие на планината Урвил (Ори Леканис). Лежи на 2 km източно от развалините на античния град Филипи и на 500 m югозападно от градчето Кринидес (Рахча).
Районът е бил покрит с блато, образувано в ранната праистория и пресушено между 1931 и 1940 година. По краищата на блатото, където има много извори на питейна вода и обработваема земя, възникват редица неолитни селища, включително Дикили Таш. Дикили Таш се намира на единствения проход покрай блатото от изток, свързващ северната и южната част на равнината и продължителността на обитаването на селището, изглежда, е пряко свързана с това стратегическо местоположение.

## Име
Името Дикили Таш идва от турското Dikili Taş, което означава „Изправен камък“ и обозначава погребалния монумент на Гай Вибий Кварт, стоящ на Виа Егнация на източния вход на античния град Филипи и близо до праисторическото селище.

## Проучвания

### Идентификация
Монументът на Гай Вибий Кварт е споменат за пръв път в исторически извор от Кириак Анконски, който минава оттук между 1426 и 1430 година. Селищната могила е идентифицирана като праисторическа в годините 1917 – 1918 от Карл Блеген и Франсис Уелч, които събират фрагменти повърхностна керамика от Дикли Таш.

### Първи разкопки (1921 – 1922)
Първите разкопки са направени от Луи Рьонодан, член на Френското училище в Атина. В 1921 година Рьонодан открива край извора римски хероон и се завръща на терена през 1921 и 1922 година, като идентифицира няколко насложени жилищни слоя в центъра на могилата и събира много предмети. Сред тях специално внимание е отделено на неолитните антропоморфни и зооморфни фигурки. Близо до извора са идентифицирани и два римски „хероона“, но това може да са основите на триумфална арка, построена на източния изход на град Филипи.

### Първа научна програма (1961 – 1975)
От 1961 до 1975 година Жан Дешай и Димитриос Теохарис провеждат първите систематични разкопки в Дикили Таш под егидата на Френското училище в Атина и Археологическото дружество в Атина. Тяхната основна цел е да се определи стратиграфската и хронологическата последователност на новокаменната и бронзовата епоха в региона, която дотогава е слабо позната. Извършени са разкопки в близост до върха и по южните и източните склонове на селищната могила. Гръцкият екип в 1961 и в 1967 година разкопава два сектора на източния склон на около 20 m разстояние един от друг, покриващи площ от 300 m2. Френският екип в шест сезона (1961, 1967, 1969, 1972, 1974 и 1975 г.) прави няколко по-малки изкопа с обща площ от 341 m2, групирани в три зони: една на върха, една в средната и една в долната част на южния склон. Определена е общата стратиграфска последователност: четири основни фази на обитаване, означени от I до IV, представляват съответно началото и края на късния неолит (фази I – II), ранната бронзова епоха (фази IIIA – B) и късната бронзова епоха (фаза IV). С много радиовъглеродни датировки е определена продължителността на всеки период, който обхваща общо повече от четири хиляди години (около 5400 – 1100 г. пр. н. е.). На върха на могилата са открити следи от по-късно обитаване.
Резултатите показват, че краят на неолита в Македония, а оттам и в по-голямата част от Балканите, ясно предшества началото на егейската ранна бронзова епоха, известно от първото селище в Троя, и че съществува още по-ранен етап, еквивалентен на фазата на Дикили Таш ΙΙΙΑ, която е действителното начало на бронзовата епоха. Това по-късно е потвърдено от разкопките в Минаретското неолитно селище (Ситагри) в северозападната част на Драмското поле и Дипсизката селищна могила при Езеро (Старозагорско).
Разкопките разкриват изключителното богатство на обекта и много артефакти, от различни категории с много високо качество, особено през периода на неолита (керамика, фигурки, бижута и други). Много къщи, унищожени от пожар, все още запазват част от своите архитектурни елементи.

### Втора научна програма (1961 – 1975)
От 1986 година до 1996 година се провежда втора гръцко-френска изследователска програма под егидата на Археологическото дружество и Френското училище в Атина и под ръководството на Хайдо Кукули-Хрисантаки и Рене Трой. Целта е да се разкрият колкото е възможно по-широко жилищните слоеве, за да се проучат строителните техники, пространствената организация на последователните селища и начина на живот на жителите, както и да се реконструира околната среда на обекта по времето на първото човешко заселване.
Гръцкият екип продължава проучването на източната страна на могилата: разкрит е нов сектор (VI) с размери 565 m2 около един от по-старите сектори на Теохарис, където разкопките бяха извадили наяве добре запазени руини от късния неолит II и Ранната бронзова епоха. Френският екип се установява на южния склон на могилата, с нов сектор (V, 145 m2) до сектор B1 на Дешай, който е дал няколко последователни слоя от периода на късния неолит I. Разкопките в сектори V и VI разкриват за първи път в района значителен брой къснонеолитни жилищни единици. Двата екипа предприемат и  допълнителни разкопки в малка част от сектор Β2 (дълбок изкоп на запад от квадрат AA 28), по-късно определен като сектор Ι. Дъното му представлява най-дълбоката точка, достигната чрез разкопки (57,25 m над морското равнище) и по този начин може да служи като отправна точка за изследване на по-ранни слоеве. Единственият пласт, който е разкопан, също е от късния неолит I. Накрая е открит нов стратиграфски изкоп (сектор ΙΙ, 14 m2) в южното подножие на могилата, но не са открити по-ранни слоеве. Геоморфоложките изследвания установяват, че наносите по периферията на могилата са образувани от ерозията на горните ѝ слоеве, следователно размерите на първоначалното селище са били по-малки от повърхността на настоящата могила. Разкопките разкриват мощна каменна конструкция в центъра и южната част на изкопа, която може да съответства на единия край на селището. След осем теренни сезона (1986, 1987, 1989, 1991, 1993, 1994, 1995, 1996) разкопките са прекратени.

### Трета научна програма (2008 – 2013)
В 2008 година започва нова гръцко-френска изследователска програма, проведена, подобно на предишните две, под егидата на Археологическото дружество и Френското училище в Атина и под ръководството на Паскал Дарке, Хайдо Кукули-Хрисантаки, Димитра Маламиду и Зои Цирцони. Общата цел на новата програма е да реконструира цялостната история на обекта чрез изследване на пространствените и времеви продължителности и прекъсвания от първото човешко обитаване до съвременните времена.
Проучванията бяха извършени в три сектора (2, 6 и 7). Радиовъглеродните дати, направени върху избрани проби от дървени въглища от най-долните части на пробите, поставят датата на първото човешко селище през втората половина на VII хилядолетие пр.н.е. В сектор 2 е южната граница на селището Късен неолит II. Останките му са покрити от последователни слоеве колувия, два от които съдържат значителни количества камъни. Тези камъни вероятно идват от структури, чието срутване датира от края на неолита и началото на бронзовата епоха.
В западната част на сектор 6 са останките от ранната бронзова епоха (3300 – 3000 г. пр. н. е.), предимно складови ями, вкопани директно в деструкционния слой на късния неолит II (4300 – 4200 г. пр. н. е.). Разкопките на Къща 1 разкриват голямо богатство: архитектурни фрагменти, множество артефакти и големи количества ботанически останки, включително гроздови семена.
В сектор 7 разкопките показват хронологическата и историческа дълбочина на селището от късната бронзова епоха и изваждат на бял свят първите материални доказателства за контакт с Микенския свят. Това изследване потвърждава и близките връзки на Дикили Таш със съседния град Филипи, от основаването му през IV век пр. н. е. до историческия му край след разпадането на Византийската империя.
От 1992 година на Дикили Таше се провеждат и няколко проекта експериментална археология.